# Трстянський потік
Трстянський потік (словац. Trstiansky potok) — річка; права притока Веперця, протікає в округах Левиці і Крупіна.
Довжина приблизно 8,7-9,1 км. Витік знаходиться в масиві Подунайські пагорби (частина Іпельські пагорби) — на висоті приблизно 320 метрів.
Протікає територією сіл Гонтьянське Трстяни і Гонтянські Моравці.. Впадає у Веперець на висоті приблизно 140-142 метри.